# Haploniscus retrospinis
Haploniscus retrospinis är en kräftdjursart som beskrevs av Richardson1908. Haploniscus retrospinis ingår i släktet Haploniscus och familjen Haploniscidae. Inga underarter finns listade i Catalogue of Life.